# La Chapelle-d'Aligné
La Chapelle-d'Aligné è un comune francese di 1 540 abitanti situato nel dipartimento della Sarthe nella regione dei Paesi della Loira.

## Società

### Evoluzione demografica
Abitanti censiti